# Gorges de la Lemme
Pour la vallée de l'Emme, voir Emmental (région).
Les gorges de la Lemme sont des gorges du massif du Jura, où coule la rivière Lemme, le long de la route nationale 5, dans le département du Jura, en Bourgogne-Franche-Comté.

## Géographie

### Situation
Les gorges de la Lemme sont longues de 7 km et s'étendent du lieu-dit « le saut » (cascade de 15 m du restaurant « Au Moulin des Truites Bleues » de Saint-Laurent-en-Grandvaux) vers le point de confluence de la Lemme et de la Saine dans la plaine de Syam. 

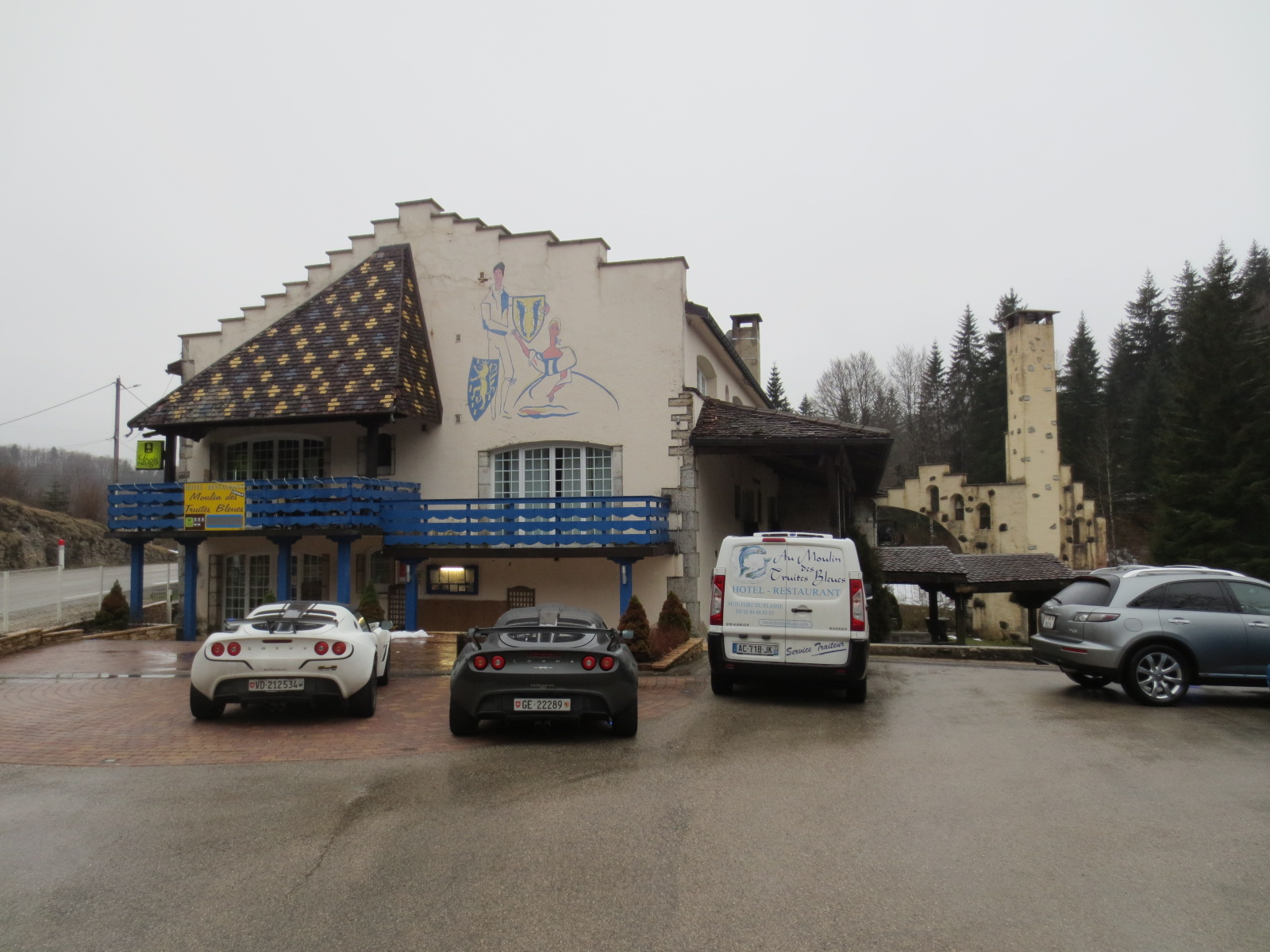
Restaurant « Au Moulin des Truites Bleues » de Saint-Laurent-en-Grandvaux.
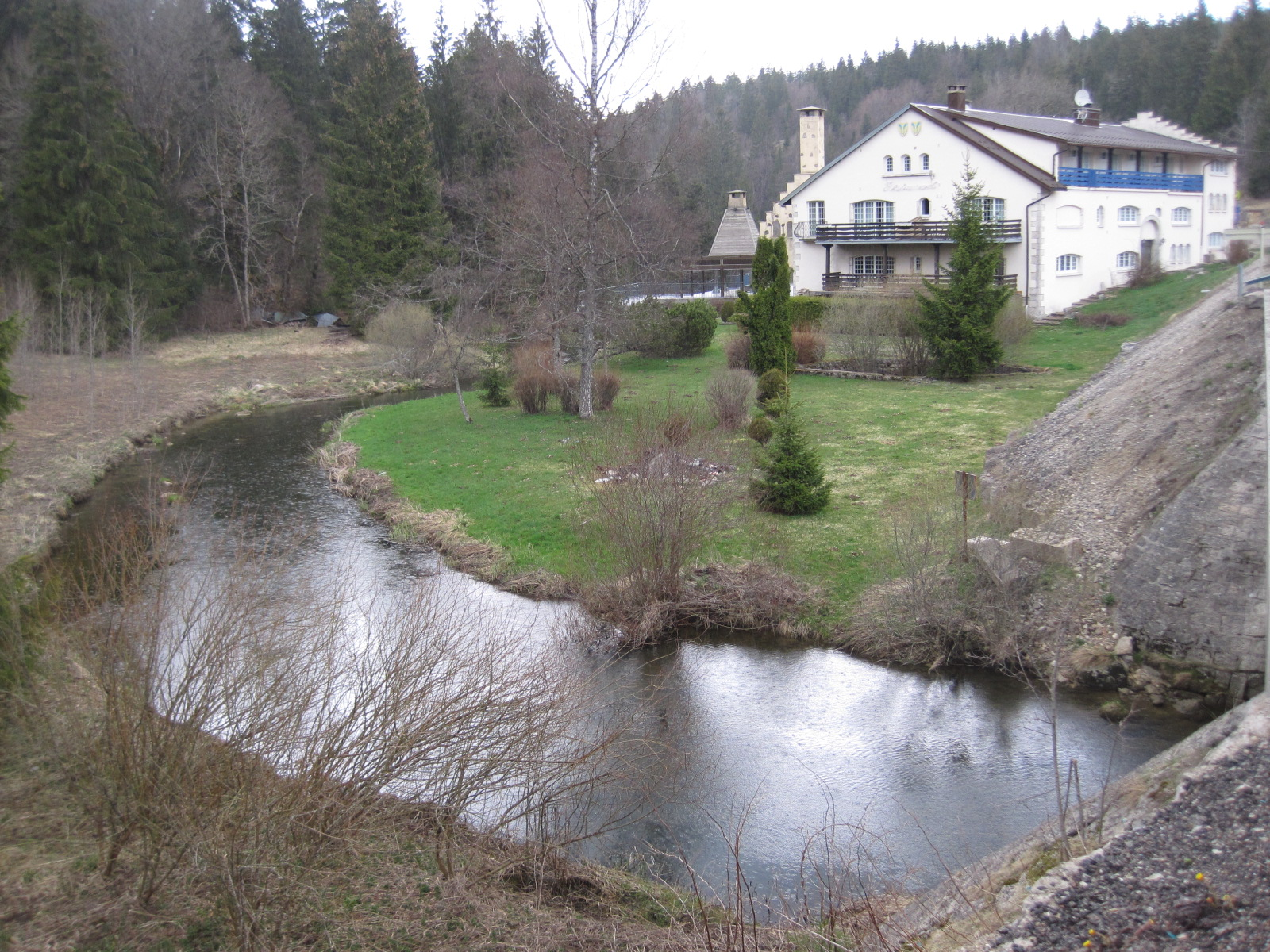
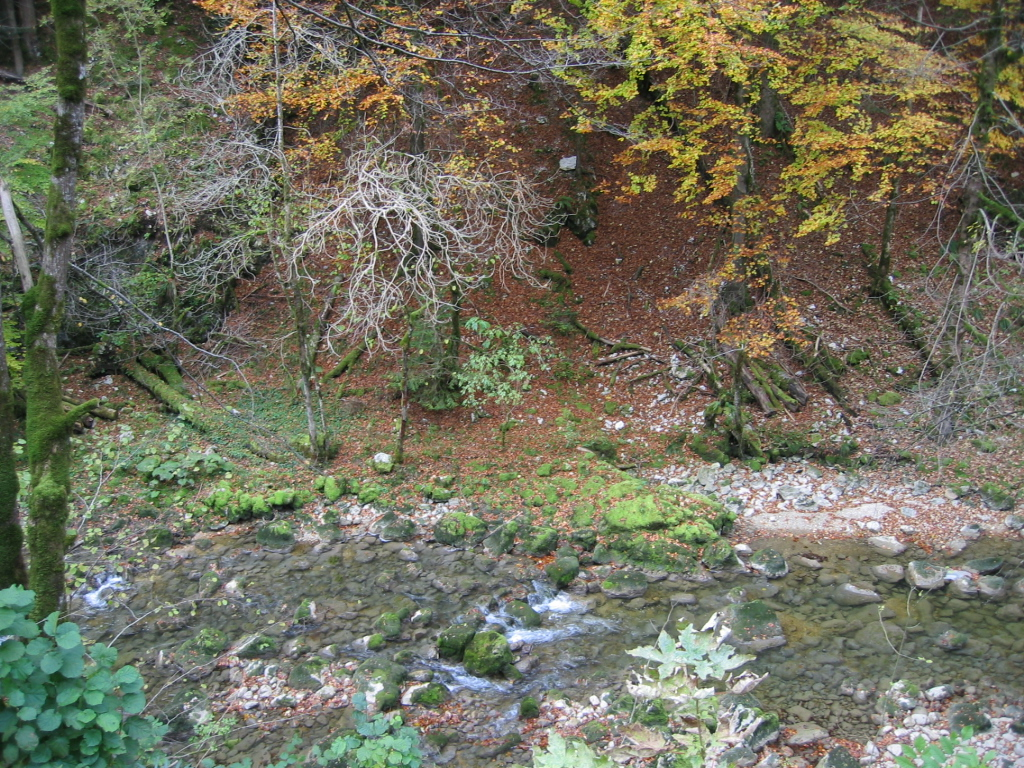
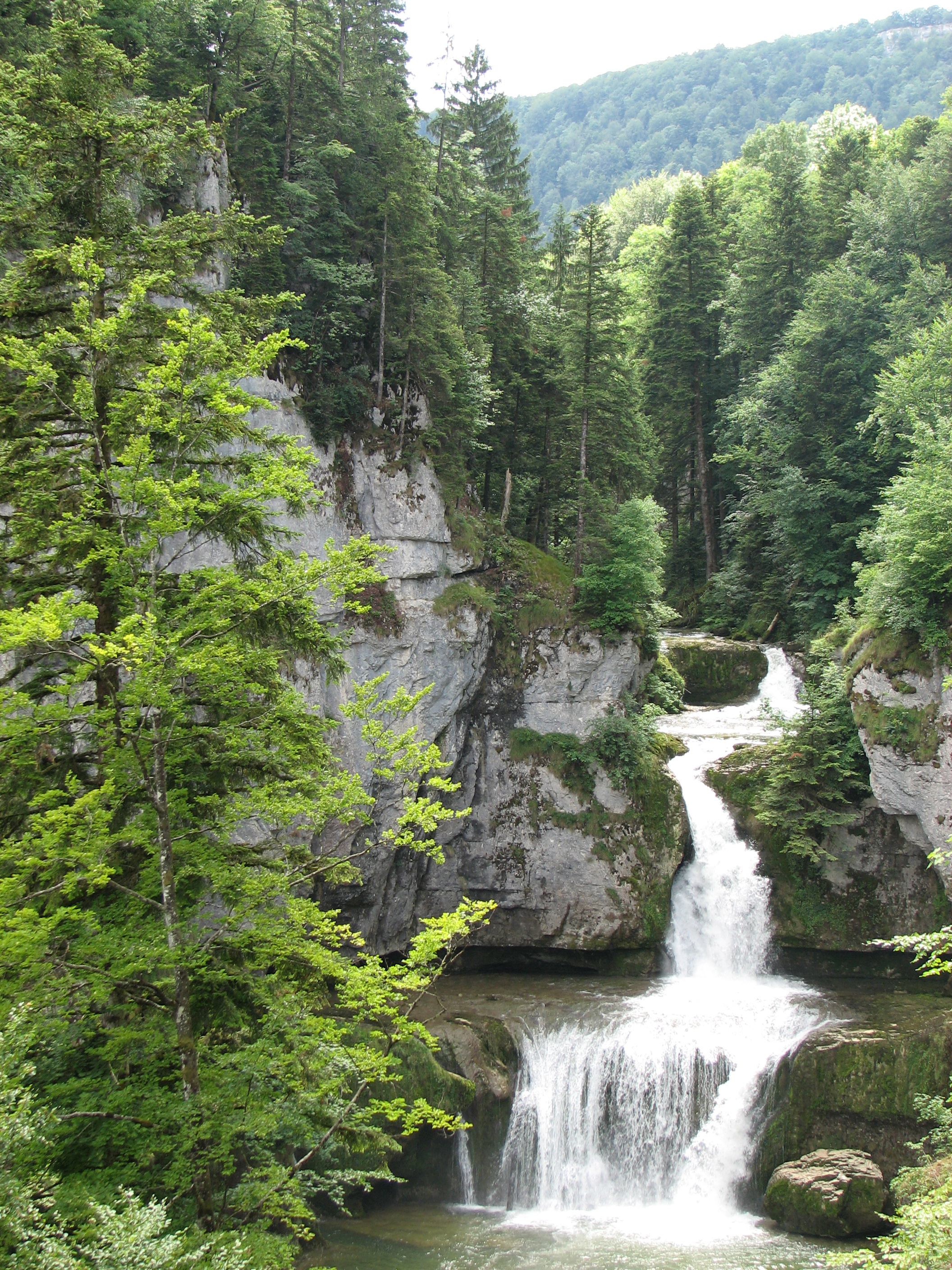
Cascade de la Billaude

Elle est caractérisée par la présence d'une multitude de petites cascades encaissées, dont la cascade de la Billaude de 28 m.

### Géologie
Les gorges de la Lemme traversent successivement l'anticlinal des Planches, puis la gouttière synclinale marquant la limite entre la Haute-Chaîne et le plateau de Champagnole. 

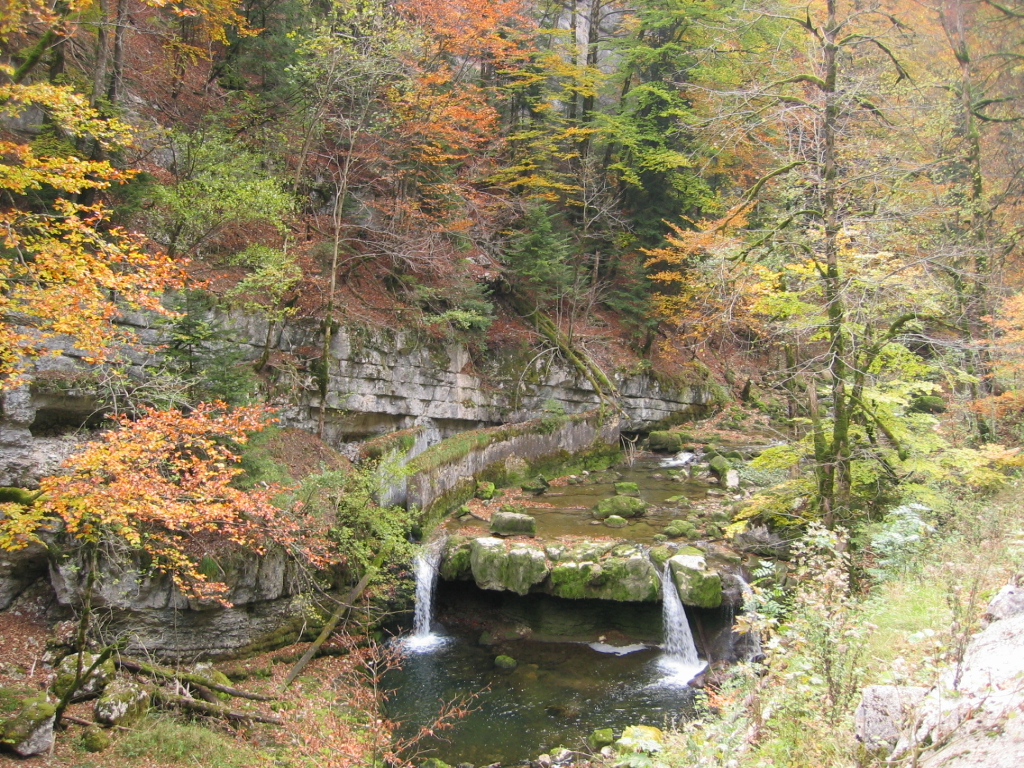
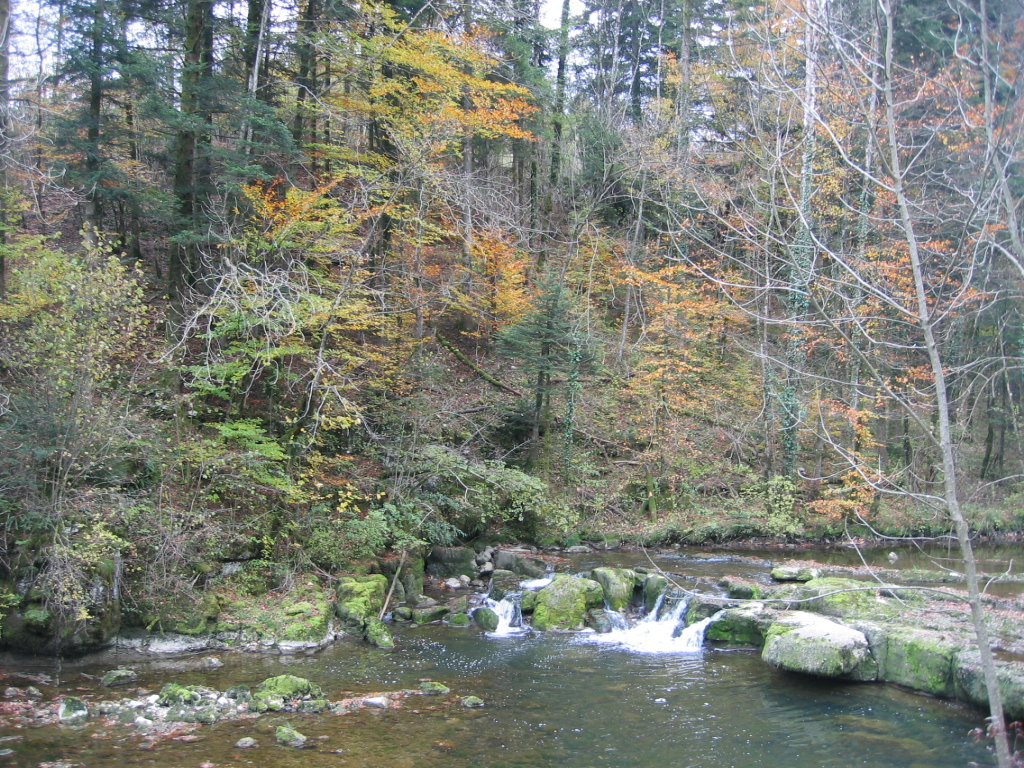
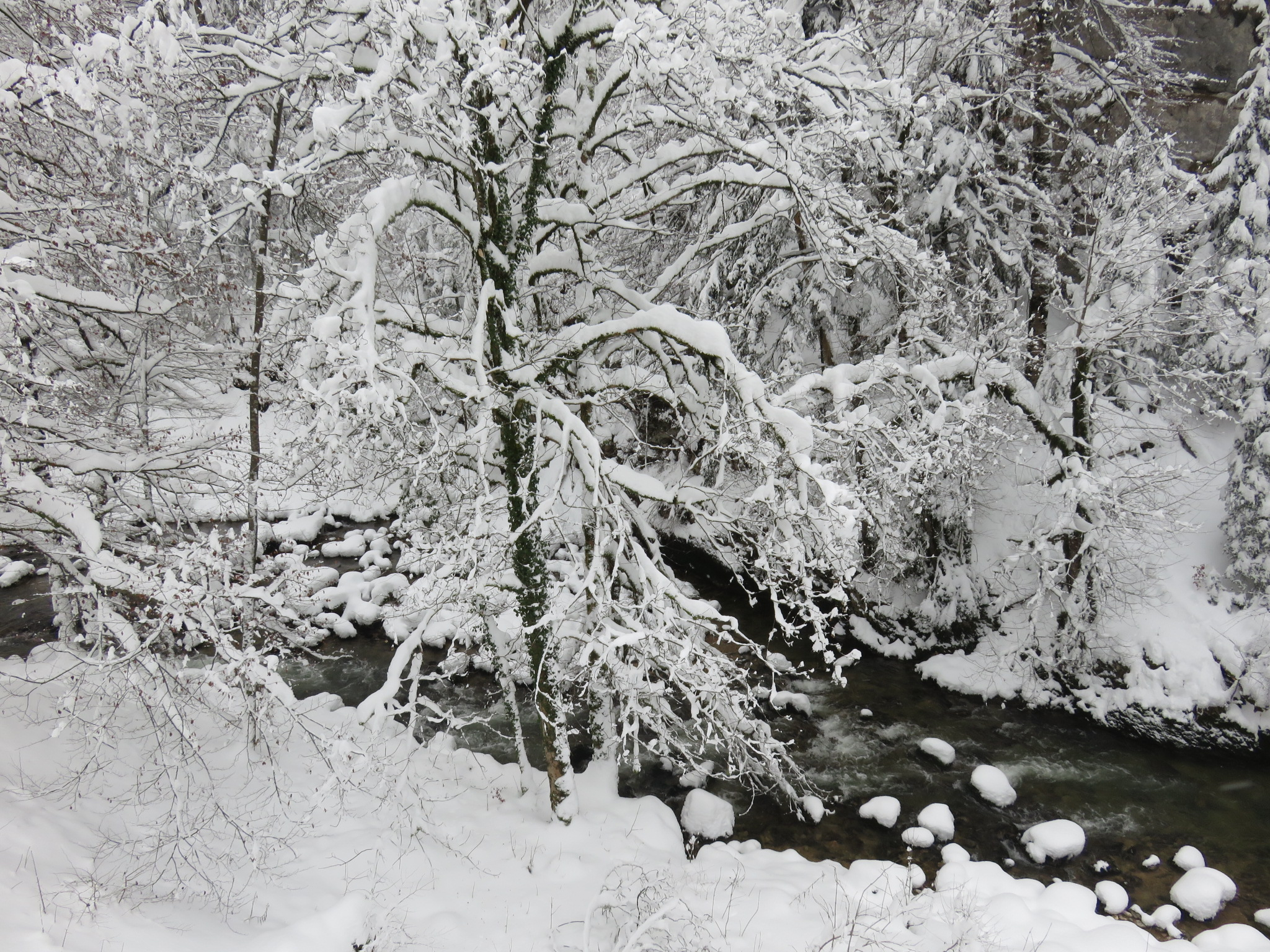
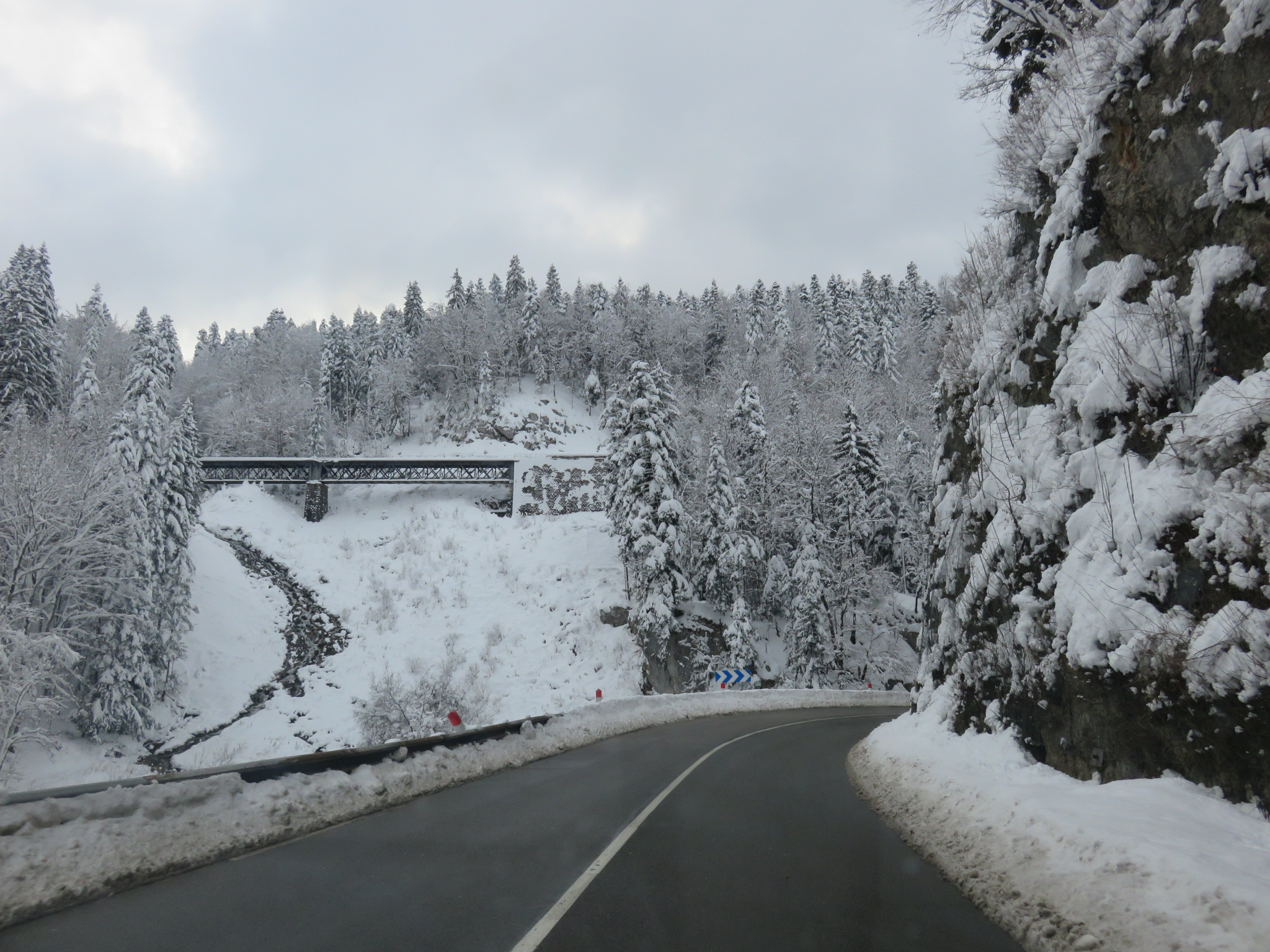

Les gorges passent d'abord à travers les calcaires jurassiques de l'anticlinal sur une longueur de 2,5 km, puis traversent les calcaires crétacés de la gouttière synclinale sur 3 km. Elles entaillent ensuite les calcaires jurassiques du faisceau de Syam sur 1,5 km et débouchent sur la vallée de la Saine. Elles suivent un petit réseau de failles transversales aux plis qui provoquèrent un décrochement senestre des structures.

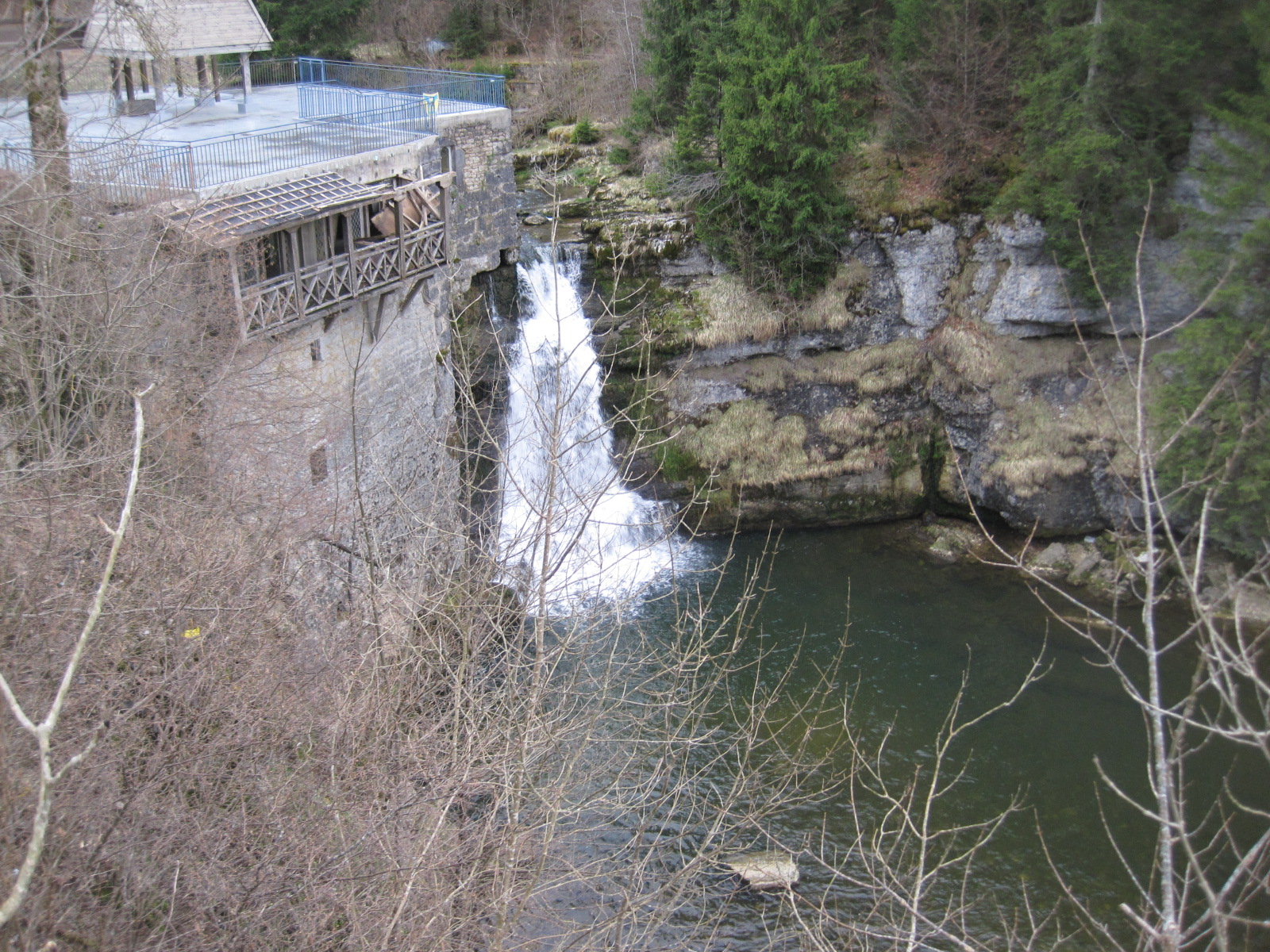
Cascade « saut de la Lemme » et ancien fort romain, sous le restaurant

## Histoire
À l'époque antique des Celtes séquanes et de l'empire romain, un fort romain (fondations de l'actuel restaurant) contrôle le passage d'une voie romaine sur la Lemme, par un pont en pierre à huit arches, dont il reste à ce jour quelques vestiges. Cette voie romaine sert entre autres de route du sel pour le commerce du sel du Jura, entre Séquanes et Helvètes, entre les salines de Lons-le-Saunier, salines de Salins-les-Bains, etc., vers Saint-Claude et la Suisse.